# 被解僱的暗黑士兵（30多歲）開始了慢生活的第二人生
《被解僱的暗黑士兵（30多歲）開始了慢生活的第二人生》是日本作家岡澤六十四創作的輕小說系列。2019年8月6日改編漫畫於月刊Young Magazine開始連載。由ENCOURAGE FILMS製作改編電視動畫於2023年1月7日至3月25日播映。

## 登場人物

### 人類

#### 主要角色
達利艾爾（Dariel，聲：杉田智和、河瀨茉希（幼少期））
32岁的魔王军最下级暗黑士兵，凭借才智和行动力爬上四天王辅佐之位，然而四天王一换代就惨遭解雇，就此离开了魔王军。失业后在森林中彷徨时，救下了受怪物袭击的少女玛莉卡，随后被对方“盛情招待”来到了人类的村子“拉克斯村”，意外發現自己能夠使用魔族不能使用的冒險者技能。
发现自己的真实身份竟然是人类后，决定作为冒险者在村子里安顿下来开始慢生活的第二人生，成為拉克斯村的村長。养父是前代火天王古兰巴萨，亲生父亲是前代的最强勇者亚兰兹鲁。
戰鬥實力不可測。在戰鬥過程出現過與自己前任勇者的父親不相上下的實力。
性格上是個和平主義者，不希望有人在他面前流血受傷或者犧牲。
瑪莉卡／瑪麗卡（Marika，聲：藤田茜）
生活在拉克斯村的少女。父亲是拉克斯村的前村长兼任冒险者公会长。容貌姣好，夸张的巨乳非常引人注目。非常喜欢达利艾尔，总是积极大胆地与他进行肌肤接触。爱有些沉重，非常护夫且力氣驚人。平時溫柔開朗且善解人意，廚藝非常好。生氣時的氣場驚人。拥抱達利艾爾時，因為過度的緊抱使達利艾爾总会喷血。与达利艾尔结婚后育有長子古兰（聲：渡部惠子）、長女塞莉卡和次子艾倫，預計有第四個孩子。

#### 拉克斯村的相關人士
恩維爾（Enbil，聲：濱田賢二）
瑪莉卡的父親。人類村子“拉克斯村”的前村長兼村裡的冒險者公會會長。曾經是冒險者，因為氣場特性只適合擊打，所以習慣用錘子戰鬥。
在達利艾爾打敗費多比譚後，感覺自身的力不從心，於是將村長的位置讓給了達利艾爾，自己則專職擔任公會會長。
艾莉卡（Erica，聲：渡部惠子）
恩維爾的妻子和瑪莉卡的母親。另一個身份是中央公會理事長希爾維因修坦的女兒。
卡西達（Gashita，聲：柿原徹也）
年輕的D級冒險者。在達利艾爾到來之前，他是村子裡唯一的冒險者，自認為很特殊，得意洋洋卻無視限制在C級規定以上的任務，肆無忌憚地挑戰死鐮巨蟒。被達利艾爾救下後，認可了他的能力，開始尊稱他為自己的“大哥”，將達利艾爾如偶像般崇拜。
史密斯（Smith，聲：岩崎博）
技藝精湛的老秘銀鐵匠。是個好色之徒，對女人沒有眼光。目標是用秘銀打造武器，後為達利艾爾打造未知武器。在與菲比坦的決鬥中，完成了武器“赫爾墨斯之劍”交給了達利艾爾。之後在達利艾爾與瑪莉卡結婚，並成為村長後不到一年就去世了，但他的秘銀加工技術卻被村里的工匠所繼承。另有一說是達利艾爾也被其傳授了「某些」技巧。
薩凱（聲：大野智敬）
史密斯的首席弟子，十分崇拜自己的師傅。在史密斯去世後成為了“拉克斯村”的工房長。是個看起來十分爽朗的帥哥。有著只要握過對方的慣用手就能判斷出其鬥氣屬性，並依此鍛造出適合的武器的熟練技術。
本質是個不擅長與他人溝通交流的人，被師傅指責這樣「表現出軟弱的一面只會讓冒險者感到不安」，之後就一直在顧客面前表演出給人看起來有點輕浮的個性，私底下經常需要達利艾爾替他做心理治療。
貝斯特弗雷德
來自中央公會的幹部，雖然擔任文職但以前是A級冒險者，氣場特性為擊打與防守。
塞爾梅特

#### 其他
費多比譚（Fitbitan，聲：大泊貴揮）
隸屬於“拉克斯村”附近冒險者公會的B級冒險者。向達利艾爾挑戰決鬥，並穿著秘銀盔甲戰鬥，但被對方徹底擊敗。
蕾蒂（Lady，聲：鬼頭明里）
現任勇者，前最強勇者亚兰兹鲁的首席弟子，氣場特性為斬擊，負責執行討伐魔王任務的少女。對於達利艾爾的戰鬥技術與待人處世方面非常讚賞，希望達利艾爾能成為她的導師。喜歡達利艾爾，但僅止於仰慕之情。
薩特梅（Satome，聲：工藤夕希）
勇者隊伍成員之一，盾使者。
賽夏（Sessha，聲：手塚弘道）
勇者隊伍成員之一，長槍使者。
亞蘭茲魯（Aransil，聲：井上和彦）
前任勇者。歷代勇者中最強的一位。達利艾爾的親生父親。
因過去家中遭受魔王軍襲擊，使得妻子喪命，兒子下落不明，誓言對魔王軍復仇的意志而成為當代最強勇者。但在與達利艾爾夫妻相認且看到自己的親孫子古蘭出世之後，逐漸放下過去的仇恨，並得以享受以往所失去的天倫之樂。
希爾維因修坦
中央冒險者公會理事長，艾莉卡的父親、恩維爾的岳丈、瑪莉卡的外祖父。由於中央冒險者公會理事羅塞爾威對拉克斯村胡作非為一事親身前往拉克斯村謝罪。
皮加羅（Pigaro）
澤斯塔（Zester）
雅爾塔蜜爾（Altamir）

### 魔族
巴修巴札（Bashvaza，聲：阿部敦）
前四大天王之一，稱號“絢火”，他身為血統論者，不喜歡不會使用魔法的義兄達利艾爾，決定在達利艾爾成為四大天王辅佐前解僱他。
因為自身的無能、愚蠢與傲慢拖累魔王軍，從而被親生父親古兰巴萨要求魔王解除他身為四天王的身分。
非常憎恨奪走他父愛的達利艾爾，甚至不惜發動禁咒招喚出火焰魔獸莎拉曼達企圖殺死他看不順眼很久的眼中釘達利艾爾，但在發動術式的途中與達利艾爾心靈相通下解開了雙方長久以來的誤會，之後負荊向魔王請罪，本應下地獄接受永久性的苦難，但最終改為被魔王判處永久驅逐出魔界。
為了贖罪並反思自己長年犯下的過錯，決定環遊世界增加自己缺乏的見識，並於解開心結之後願意叫達利艾爾一聲「哥哥」。
塞維安緹絲（Zeviantes/Xeviantes，聲：大久保瑠美）
四大天王之一，稱號“華風”，使用風屬性魔法，身材臉蛋姣好帶著小姐姐的氣質，對瑪莉卡有畏懼之心。興趣是收集秘銀魔導器。喜歡泡澡與品嘗瑪莉卡所製作的餐點與甜點。
朵洛耶（Droyes，聲：中原麻衣）
四大天王之一，稱號“沃地”，給人的印象是“端莊的女人”，是唯一了解達利艾爾優秀之處的人，也為自己無法阻止他被免職而感到遺憾。即使在達利艾爾被解僱後，仍繼續尋找達利艾爾並將他帶回來。
貝塞利亞（Beseria，聲：鶴岡聰）
四大天王之一，稱號“濁水”，水系魔法使者，看不起不會魔法的達利艾爾。
利傑特（Lizette，聲：立花慎之介）
魔王軍的暗魔導士。與達利艾爾私下交情不錯，目前為魔王軍中接手達利艾爾商議秘銀交易的政議輔佐官。
古蘭巴札（Granbaza，聲：寺杣昌紀）
前四大天王，稱號“業火”，巴修巴札的親生父親。意外撿起了人類孤兒達利艾爾，把他當作自己的孩子撫養長大，認為養子達利艾爾是他的驕傲。
魔王（聲：釘宮理惠（幼少狀態）、黑田崇矢（龍狀態）、平川大輔（青年狀態））
魔族的現任統治者。自身的外表會隨著來訪者的實力而有所變化。
人類與魔族、以及魔獸和五個世界的創造神。渴望被自己的造物超越。
伊達
700年前的土之四大天王，稱號“天地”。魔族最強魔導士。過去曾殺死超過200名勇者。

### 魔獸
沙拉曼多拉
炎之魔獸。
吉甘特瑪奇亞（Gigantomachia）
地之魔獸。秘銀礦的源頭。
溫多拉（Windora）
風之魔獸。居住在一片森林中，被不知情的人當成尋常魔物，稱為落山雕。

水之魔獸。
芬里爾
究極魔獸。最強的魔獸。

### Inferno
由犯下大罪，被魔王判入地獄的罪人組成。
被送入地獄的罪人會被魔王賦予耐用但殘缺的身體用來受苦，除了互相彌補殘缺形成一個個體之外，也可以透過吃人彌補血肉使殘缺的身體可以獨立行動。
目標是打敗魔王。
德里斯梅吉安（Dorismegian）
以前的火之四大天王，稱號“沙火”，也被稱為最接近魔王的男人。
第一個被判入地獄的人。地獄原本是用來關押其靈魂的世界，也是魔王賜給他用來研究如何打倒魔王的場所，也被視為地獄之主，平時在地獄中有地獄的控制權。
發明了能夠以靈魂轉化成強大的魔法火焰的禁咒。意識到想擊敗魔王就不能單靠魔王賦予的氣場或是魔法，而需要結合兩者。
塞爾尼亞（Cernilla）
以前的風之四大天王，稱號“礫風”。生前透過風屬性與土屬性的復合屬性魔法晉升四大天王，卻因為復合屬性與出身平凡而被歧視。
和風之魔獸的關係很好。
被擊敗而消散後，魔法因子被蕾蒂繼承。
齊格弗里德爾（Siegfriedel）
約200年前的勇者，地獄之中氣場最強大的人，氣場特性為斬擊，生前為提升實力不斷尋找強敵，大量魔王軍與冒險者死於其劍下，被兩方人馬追殺。
阿沃斯（Avos）
約幾十年前的勇者，以鎖鏈為武器的人，被視為齊格弗里德爾的替補。
托爾托力圖
以前的水之四大天王，稱號“桃水”。為了應對與“天地”艾達的戰鬥，其靈魂被德里斯梅吉安轉化。

## 出版書籍

### 輕小說
| 卷數 | 講談社        | 講談社                 |
| 卷數 | 發售日期      | ISBN                   |
| ---- | ------------- | ---------------------- |
| 1    | 2019年8月2日  | ISBN 978-4-06-516030-5 |
| 2    | 2019年11月1日 | ISBN 978-4-06-516918-6 |
| 3    | 2020年3月27日 | ISBN 978-4-06-518884-2 |

### 漫畫
| 卷數 | 講談社         | 講談社                 |
| 卷數 | 發售日期       | ISBN                   |
| ---- | -------------- | ---------------------- |
| 1    | 2020年3月27日  | ISBN 978-4-06-518834-7 |
| 2    | 2020年8月20日  | ISBN 978-4-06-520202-9 |
| 3    | 2021年1月20日  | ISBN 978-4-06-522015-3 |
| 4    | 2021年6月17日  | ISBN 978-4-06-523675-8 |
| 5    | 2021年11月18日 | ISBN 978-4-06-525859-0 |
| 6    | 2022年3月18日  | ISBN 978-4-06-527058-5 |
| 7    | 2022年7月20日  | ISBN 978-4-06-528478-0 |
| 8    | 2022年11月18日 | ISBN 978-4-06-529791-9 |
| 9    | 2023年3月20日  | ISBN 978-4-06-531467-8 |
| 10   | 2023年7月20日  | ISBN 978-4-06-532373-1 |
| 11   | 2023年11月20日 | ISBN 978-4-06-533642-7 |
| 12   | 2024年3月18日  | ISBN 978-4-06-534960-1 |
| 13   | 2024年7月19日  | ISBN 978-4-06-536294-5 |
| 14   | 2024年11月20日 | ISBN 978-4-06-537536-5 |
| 15   | 2025年3月18日  | ISBN 978-4-06-538920-1 |
| 16   | 2025年7月18日  | ISBN 978-4-06-540195-8 |

## 電視動畫
2022年7月20日宣佈改編電視動畫於2023年1月開播。

### 製作人員
- 原作：岡澤六十四、
- 角色原案：
- 導演：追崎史敏
- 副導演：夕澄慶英！
- 系列構成、編劇：雨宮瞳（雨宮ひとみ）
- 角色設計：米澤怜美
- 音樂：伊藤翼
- 動畫製作：ENCOURAGE FILMS[24]

### 主題曲
片頭曲CHANGEMAKER
主唱：Hinano
作词：岩里祐穗，作曲：小林哲也，编曲：小林哲也、二木元太郎
片尾曲Dear Doze Days
主唱：鬼頭明里
作词：，作曲、编曲：（Arte Refact）

### 各話列表
| 話數 | 日文標題 | 中文標題                           | 劇本   | 分鏡     | 演出       | 作畫監督                                                                                                   | 總作畫監督                        | 首播日期      |
| ---- | -------- | ---------------------------------- | ------ | -------- | ---------- | --- | --------------------------------- | ------------- |
| 1    |          | 达利艾尔，被解雇了。               | 雨宫瞳 | 追崎史敏 | 徐傅峰     | 涩谷秀、米泽怜美 寒川步、佐藤史晓、synod                                                                   | 不適用                            | 2023年 1月7日 |
| 2    |          | 达利艾尔，身为冒险者的第一份工作。 | 雨宫瞳 | 夕澄庆英 | 居村雄马   | 小泽和则、本田辰雄、synod                                                                                  | 涩谷秀、寒川步 佐藤史晓、米泽怜美 | 1月14日       |
| 3    |          | 达利艾尔，回到旧日职场。           | 雨宫瞳 | 饭田崇   | 徐传峰     | 本田辰雄、synod                                                                                            | 涩谷秀、寒川步 佐藤史晓、米泽怜美 | 1月21日       |
| 4    |          | 达利艾尔，进行谈判。               | 雨宫瞳 | 饭田崇   | 蝴蝶蘭揚羽 | 本田辰雄、Mubon Hyeong Jun Jeon Hyun Jin、Ryu Joong Hyeon Lee Yeongmi、Lee Jitaek Lee Sugyeong、Cho Mijung | 涩谷秀、寒川步 佐藤史晓、米泽怜美 | 1月28日       |
| 5    |          | 达利艾尔，进行决斗。               | 雨宫瞳 | 大畑晃一 | 居村雄馬   | 本田辰雄、synod                                                                                            | 涩谷秀、寒川步 佐藤史晓、米泽怜美 | 2月4日        |
| 6    |          | 达利艾尔，被熱氣包裹。             | 雨宫瞳 | 大畑晃一 | 徐傳峰     | 小澤和則、本田辰雄、synod                                                                                  | 涩谷秀、寒川步 佐藤史晓、米泽怜美 | 2月11日       |
| 7    |          | 达利艾尔，使出那一招。             | 雨宫瞳 | 夕澄庆英 | 居村雄馬   | 本田辰雄、synod                                                                                            | 涩谷秀、寒川步 佐藤史晓、米泽怜美 | 2月18日       |
| 8    |          | 达利艾尔，四处奔走。               | 雨宫瞳 | 大畑晃一 | 蝴蝶蘭揚羽 | 本田辰雄、Lee Yeongmi、Lee Jitaek、Cho Mijung                                                              | 涩谷秀、寒川步 佐藤史晓、米泽怜美 | 2月25日       |
| 9    |          | 达利艾尔，重逢了。                 | 雨宫瞳 | 大畑晃一 | 蝴蝶蘭揚羽 | 本田辰雄、Song Jinyeong、Kim Nanum、Kim Suho                                                               | 涩谷秀、寒川步 佐藤史晓、米泽怜美 | 3月4日        |
| 10   |          | 达利艾尔，遭遇池魚之殃。           | 雨宫瞳 | 藍崎燈   | 徐傳峰     | 本田辰雄、Lee Seokyun、Lee Yeongmi、Jeong Sejeong、Min Hyunsuk                                             | 涩谷秀、寒川步 佐藤史晓、米泽怜美 | 3月11日       |
| 11   |          | 達利艾爾，進行對決。               | 雨宫瞳 | 大畑晃一 | 居村雄馬   | 本田辰雄、Lee Seongjae、Kim Juno、Song Jinyeong、Kang Bujeong                                              | 涩谷秀、寒川步 佐藤史晓、米泽怜美 | 3月18日       |
| 12   |          | 達利艾爾，伸出手。                 | 雨宫瞳 | 追崎史敏 | 徐传峰     | 本田辰雄、Lee Seokyun、Lee Yeongmi、Lee Jitaek、Ahn Minmi                                                  | 米泽怜美、寒川步、佐藤史晓        | 3月25日       |

### 播映平台
| 播映地區         | 播映平台 | 播映日期              | 播映時間              | 備註   |
| ---------------- | -------- | --------------------- | --------------------- | ------ |
| 香港、澳門、台灣 | bilibili | 2022年1月7日－3月18日 | 星期六 21:00（UTC+8） | [ 27 ] |
| 中國大陸         | bilibili | 2022年1月7日－3月18日 | 星期六 21:00（UTC+8） | [ 28 ] |

## 外部連結
- 成為小說家吧官方網站（日語）
- 漫畫官方網站（日語）
- 電視動畫官方網站（日語）
- 電視動畫官方的X（前Twitter）（日語）